# Aufbruch (Jagd)

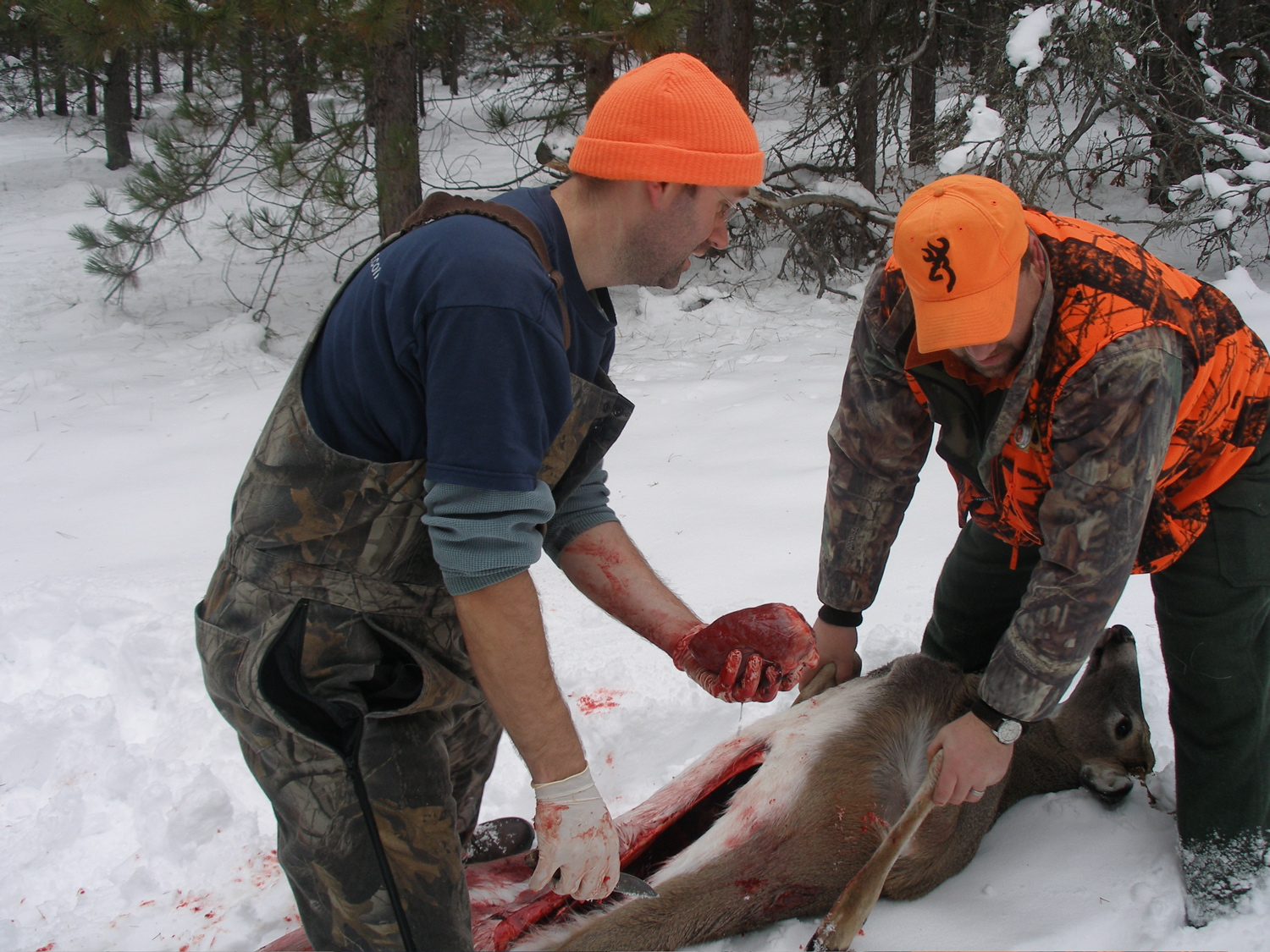
Mit der Öffnung der Bauchhöhle können Eingeweide und Innereien entfernt werden. Der Jäger hat das Herz des Tieres in der Hand, welches zum Wildbret gehört und nicht mit dem Aufbruch entsorgt wird.

Aufbruch bezeichnet die Eingeweide von erlegtem Wild und die Entfernung derselben aus dem Wildkörper.
Bei waidgerechtem Aufbrechen (Ausweiden) im Rahmen der roten Arbeit wird unterschieden in kleines und großes Jägerrecht. Das rechtzeitige Aufbrechen ist ein wesentlicher Bestandteil der Wildbrethygiene. Nach einem Waidwundschuss, der aus Tierschutzgründen als grober Fehler gilt, nimmt die Keimbelastung des Muskelfleisches sehr rasch zu, wodurch das Fleisch für den Verzehr ungeeignet wird. Aber auch nach einem Blattschuss kommt es zur Ausbreitung von Magen-Darm-Bakterien im übrigen Wildkörper, da nach dem Tod des Tieres die physiologische Magen-Darm-Barriere zusammenbricht. Der Aufbruch sollte deshalb auch nach einem gut angetragenen Schuss möglichst bald entnommen werden, bei kühlen Außentemperaturen spätestens nach zwei Stunden, bei warmem Wetter spätestens nach eineinhalb Stunden.
Der Aufbruch kann bis zu einem Viertel des Lebendgewichtes ausmachen. Er verbleibt üblicherweise im Jagdbezirk und dient anderen Fleischfressern zur Ernährung (z. B. Füchsen, Marderartigen, Wildschweinen, Greif- und Rabenvögeln). Bei dieser Art der Entsorgung ist auf die Belange von Waldbesuchern und evtl. deren Hunde zu achten. Innereien von Tieren, die erkennbar an Infektionskrankheiten leiden, sowie solche vom Schwarzwild werden vorschriftsmäßig tief vergraben (0,5 m verdichtetes Erdreich über dem Material) oder der Tierkörperverwertung zugeführt. Aufgrund des Vorkommens von Chronic Wasting Disease u. a. bei Hirschen wird das Tragen von Handschuhen empfohlen. In Schalenwildbeständen, in denen Echinococcus granulosus vorkommt, besteht ein hohes Infektionsrisiko für Jagdhunde, denen erlaubt wird, Teile des Aufbruchs roh zu fressen.